# Tours Football Club
Il Tours FC, o più semplicemente Tours, è stata una società calcistica francese con sede nella città di Tours, fondata nel 1921.

## Storia

### Fondazione
La prima squadra della città di Tours fu fondata nel 1921 con il nome di AS Docks du Centre. Trent'anni più tardi cambiò la denominazione in Tours FC e cominciò a vincere i primi campionati dilettantistici delle divisioni distrettuali.

### Gli anni d'oro in Ligue 1
Raggiunse per la prima volta nella storia la Seconda Divisione nel 1974. Dopo sei campionati consecutivi nella serie cadetta, il Tours approdò nella massima serie francese disputando quattro stagioni (dalla 1980-1981 alla 1984-1985) nella Ligue 1.
Furono gli anni d’oro per il Tours che approdò per ben due volte alle semifinali della Coppa di Francia dove fu eliminato entrambe le volte dal PSG.

### Retrocessioni e fallimenti
Retrocesso nel 1985 in Ligue 2, il Tours FC riuscirà a stabilizzarvisi in modo da restare sempre nell'ambito del calcio professionistico fino al 1993. Nel dicembre 1993, a causa di una cattiva gestione finanziaria, la società era oberata dai debiti e ne fu dichiarato il fallimento con conseguente doppia retrocessione a tavolino.
La società venne rifondata e si trasformò nella nuova denominazione di FC Tours disputando tornei di terza serie. Nel 2002-2003 sfiorò il ritorno in Ligue 2, quindi accadde un nuovo fallimento.

### La rinascita con Sebag
Nel 2003 l'arrivo alla presidenza di Frédéric Sebag fu la svolta. Con pazienza e programmazione triennale la nuova società riuscì a riportare il Tours in Ligue 2 nel maggio 2006.
La stagione successiva arrivò il ritorno in terza serie. In seguito a questa retrocessione fu rivisto l'organigramma societario e si ebbe la nomina di Max Marty come direttore sportivo e Frédéric Sebag come direttore generale. La rosa dei calciatori fu interamente rinnovata con l'arrivo di 23 atleti e fu scelto come allenatore Daniel Sanchez. La stagione 2007-2008 rivide il nuovo ritorno del Tours in Ligue 2. Nel campionato successivo la squadra ottenne un lusinghiero sesto posto.
Nelle due stagioni a seguire, la formazione di mister Sanchez ottenne delle salvezze tranquille classificandosi all'11º e al 12º posto.
Dal 2011, a seguito dell'approdo di Daniel Sanchez sulla panchina del Valenciennes, il nuovo allenatore è Peter Zeidler il quale, alla sua prima esperienza a Tours, ha ottenuto nel 2011-2012 il sesto posto. Dopo 5 stagioni tranquille senza grosse ambizioni, il Tours si piazza all’ultimo posto nella Ligue 2 2017-2018, conquistando solo 23 punti e decretando, quindi, il ritorno nella terza divisione francese.

## Palmarès

### Competizioni nazionali
- Campionato francese di seconda divisione: 2

1979-1980 (girone A), 1983-1984 (girone B)
- Championnat National 3: 1

2019-2020 (girone C)

### Competizioni giovanili
- Championnat National U19: 1

2013-2014

### Altri piazzamenti
- Coppa di Francia:

Semifinalista: 1981-1982, 1982-1983
- Coppa di Lega francese:

Semifinalista: 1992
- Campionato francese di seconda divisione:

Secondo posto: 1979-1980
Terzo posto: 1976-1977 (girone B)
- Championnat National:

Secondo posto: 2005-2006, 2007-2008

## Organico

### Rosa 2019-2020
Aggiornato al 22 giugno 2019
| N. |                         | Ruolo | Calciatore      |
| -- | ----------------------- | ----- | --------------- |
| 1  | Guinea (bandiera)       | P     | Steeve Elana    |
| 2  | RD del Congo (bandiera) | C     | Distel Zola     |
| 3  | Guinea (bandiera)       | C     | Ousmane Baldé   |
| 4  | Francia (bandiera)      | D     | Rodéric Filippi |
| 5  | Francia (bandiera)      | D     | Hugo Mesbah     |
| 7  | Francia (bandiera)      | C     | Romain Bayard   |
| 10 | Camerun (bandiera)      | C     | Alexis Alégué   |
| 11 | Francia (bandiera)      | A     | Béni Nkololo    |
| 12 | Francia (bandiera)      | C     | Florian Fabre   |
| 16 | Camerun (bandiera)      | P     | Jules Goda      |

| N. |                         | Ruolo | Calciatore           |
| -- | ----------------------- | ----- | -------------------- |
| 17 | Francia (bandiera)      | A     | William Sea          |
| 20 | Francia (bandiera)      | D     | Baptiste Etcheverria |
| 21 | Burkina Faso (bandiera) | C     | Louckmane Ouédraogo  |
| 22 | Francia (bandiera)      | A     | Stefano Caille       |
| 23 | Francia (bandiera)      | D     | Cyriaque Louvion     |
| 24 | Francia (bandiera)      | A     | Yann Mabella         |
| 25 | Francia (bandiera)      | C     | Corentin Jacob       |
| 28 | Francia (bandiera)      | A     | Ulrich N'Nomo        |
| 29 | Comore (bandiera)       | D     | Abdel Hakim Abdallah |
| —  | Gabon (bandiera)        | C     | Samson Mbingui       |

### Rosa 2018-2019
Rosa aggiornata al 2 settembre 2018.
| N. |                         | Ruolo | Calciatore           |
| -- | ----------------------- | ----- | -------------------- |
| 1  | Martinica (bandiera)    | P     | Steeve Elana         |
| 2  | RD del Congo (bandiera) | D     | Distel Zola          |
| 4  | Francia (bandiera)      | D     | Rodéric Filippi      |
| 5  | Francia (bandiera)      | D     | Hugo Mesbah          |
| 6  | Martinica (bandiera)    | D     | Christopher Glombard |
| 7  | Francia (bandiera)      | C     | Romain Bayard        |
| 8  | Francia (bandiera)      | C     | Victor Lobry         |
| 9  | Francia (bandiera)      | A     | Florent Stevance     |
| 10 | Gabon (bandiera)        | C     | Samson Mbingui       |
| 11 | Francia (bandiera)      | C     | Béni N'Kololo        |
| 12 | Francia (bandiera)      | C     | Florian Fabre        |
| 14 | Camerun (bandiera)      | C     | Alexis Alégué        |
| 15 | RD del Congo (bandiera) | A     | John Tshibumbu       |

| N. |                        | Ruolo | Calciatore           |
| -- | ---------------------- | ----- | -------------------- |
| 16 | Camerun (bandiera)     | P     | Jules Goda           |
| 17 | Francia (bandiera)     | D     | Thibault Cillard     |
| 19 | Francia (bandiera)     | D     | Maxence Carlier      |
| 20 | Francia (bandiera)     | D     | Baptiste Etcheverria |
| 21 | Francia (bandiera)     | A     | William Sea          |
| 23 | Francia (bandiera)     | D     | Mickaël Nanizayamo   |
| 26 | Guinea (bandiera)      | A     | Mathias Pogba        |
| 27 | Francia (bandiera)     | D     | Sambou Sissoko       |
| 28 | Francia (bandiera)     | C     | Ulrich N'Nomo        |
| 29 | Comore (bandiera)      | D     | Abdel Hakim Abdallah |
| 30 | Francia (bandiera)     | P     | Grégoire Coudert     |
|    | Stati Uniti (bandiera) | A     | Maki Tall            |
|    | Francia (bandiera)     | D     | Quentin Constanciel  |

### Rosa 2017-2018
Rosa aggiornata al 2 settembre 2017.
| N. |                           | Ruolo | Calciatore        |
| -- | ------------------------- | ----- | ----------------- |
| 1  | Costa d'Avorio (bandiera) | P     | Axel Kacou        |
| 3  | Francia (bandiera)        | D     | Cyriaque Louvion  |
| 4  | Francia (bandiera)        | D     | Rodéric Filippi   |
| 5  | Francia (bandiera)        | D     | Thibaut Cillard   |
| 6  | Argentina (bandiera)      | C     | Daniel Mancini    |
| 7  | Algeria (bandiera)        | C     | Haris Belkebla    |
| 8  | Francia (bandiera)        | C     | Gauthier Hein     |
| 9  | Francia (bandiera)        | A     | Sacha Clémence    |
| 10 | Mali (bandiera)           | A     | Ibrahima Tandia   |
| 11 | Francia (bandiera)        | C     | Romain Bayard     |
| 12 | Francia (bandiera)        | D     | Florian Miguel    |
| 14 | Senegal (bandiera)        | C     | Mayoro N'Doye     |
| 15 | RD del Congo (bandiera)   | A     | John Tshibumbu    |
| 16 | Camerun (bandiera)        | P     | Jules Goda        |
| 17 | Belgio (bandiera)         | A     | Mayron De Almeida |
| 18 | Comore (bandiera)         | A     | Djamel Bakar      |

| N. |                           | Ruolo | Calciatore           |
| -- | ------------------------- | ----- | -------------------- |
| 19 | Francia (bandiera)        | A     | Bryan Bergougnoux    |
| 20 | Francia (bandiera)        | D     | Baptiste Etcheverria |
| 21 | Mali (bandiera)           | A     | Cheick Diarra        |
| 22 | Madagascar (bandiera)     | C     | Rayan Raveloson      |
| 23 | Francia (bandiera)        | D     | Mickaël Nanizayamo   |
| 24 | Francia (bandiera)        | D     | Jonathan Gradit      |
| 25 | Francia (bandiera)        | D     | Ibrahim Cissé        |
| 26 | Costa d'Avorio (bandiera) | D     | Daouda Konaté        |
| 27 | Algeria (bandiera)        | C     | Hameur Bouazza       |
| 28 | Algeria (bandiera)        | C     | Florian Makhedjouf   |
| 29 | Stati Uniti (bandiera)    | A     | Maki Tall            |
| 30 | Francia (bandiera)        | P     | Grégoire Coudert     |
| 33 | Francia (bandiera)        | D     | Aniss El Hriti       |
| 34 | Francia (bandiera)        | D     | Sambou Sissoko       |
|    | Francia (bandiera)        | A     | Jordan Popineau      |

### Rosa 2016-2017
Rosa aggiornata al 2 settembre 2016.
| N. |                           | Ruolo | Calciatore               |
| -- | ------------------------- | ----- | ------------------------ |
| 1  | Costa d'Avorio (bandiera) | P     | Axel Kacou               |
| 3  | Francia (bandiera)        | D     | Cyriaque Louvion         |
| 4  | Serbia (bandiera)         | D     | Bogdan Milosevic         |
| 5  | Francia (bandiera)        | D     | Thibaut Cillard          |
| 6  | Mali (bandiera)           | C     | Ousseynou Cissé          |
| 7  | Algeria (bandiera)        | C     | Haris Belkebla           |
| 8  | Francia (bandiera)        | C     | Mohamed Maouche          |
| 9  | Francia (bandiera)        | A     | Sacha Clémence           |
| 10 | Francia (bandiera)        | A     | Ibrahima Tandia          |
| 11 | Gabon (bandiera)          | C     | Denis Bouanga            |
| 12 | Francia (bandiera)        | D     | Florian Miguel           |
| 13 | Francia (bandiera)        | C     | Maxime Do Couto Teixeira |
| 14 | Francia (bandiera)        | D     | Rodéric Filippi          |

| N. |                           | Ruolo | Calciatore         |
| -- | ------------------------- | ----- | ------------------ |
| 16 | Stati Uniti (bandiera)    | P     | Quentin Westberg   |
| 17 | Francia (bandiera)        | C     | Roli Pereira de Sa |
| 18 | Francia (bandiera)        | A     | Toifilou Maoulida  |
| 19 | Francia (bandiera)        | A     | Bryan Bergougnoux  |
| 20 | Martinica (bandiera)      | A     | Geoffrey Malfleury |
| 21 | Mali (bandiera)           | A     | Cheick Diarra      |
| 22 | Madagascar (bandiera)     | C     | Rayan Raveloson    |
| 24 | Francia (bandiera)        | D     | Jonathan Gradit    |
| 25 | Francia (bandiera)        | D     | Ibrahim Cissé      |
| 26 | Costa d'Avorio (bandiera) | D     | Daouda Konaté      |
| 27 | Belgio (bandiera)         | A     | Mayron De Almeida  |
| 30 | Francia (bandiera)        | P     | Bingourou Kamara   |

### Rosa 2015-2016
Rosa aggiornata al 2 febbraio 2016.
| N. |                        | Ruolo | Calciatore         |
| -- | ---------------------- | ----- | ------------------ |
| 1  | Francia (bandiera)     | P     | Hugo Cointard      |
| 3  | Francia (bandiera)     | D     | Cyriaque Louvion   |
| 4  | Serbia (bandiera)      | D     | Bogdan Milosevic   |
| 5  | Francia (bandiera)     | D     | Thibaut Cillard    |
| 7  | Algeria (bandiera)     | C     | Haris Belkebla     |
| 8  | Tunisia (bandiera)     | C     | Saîf-Eddine Khaoui |
| 9  | Italia (bandiera)      | A     | Luca Miracoli      |
| 12 | Francia (bandiera)     | D     | Florian Miguel     |
| 13 | Francia (bandiera)     | D     | Gaël Givet         |
| 14 | Algeria (bandiera)     | C     | Laurent Agouazi    |
| 16 | Stati Uniti (bandiera) | P     | Quentin Westberg   |

| N. |                      | Ruolo | Calciatore               |
| -- | -------------------- | ----- | ------------------------ |
| 17 | Francia (bandiera)   | D     | Maxime Do Couto Teixeira |
| 18 | Mali (bandiera)      | C     | Drissa Diakité           |
| 19 | Francia (bandiera)   | A     | Bryan Bergougnoux        |
| 20 | Martinica (bandiera) | A     | Geoffrey Malfleury       |
| 21 | Francia (bandiera)   | C     | Mohamed Maouche          |
| 24 | Francia (bandiera)   | D     | Jonathan Gradit          |
| 25 | Francia (bandiera)   | D     | Samuel Bouhours          |
| 26 | Francia (bandiera)   | A     | Ibrahima Tandia          |
| 30 | Francia (bandiera)   | P     | Bingourou Kamara         |
| 31 | Francia (bandiera)   | C     | Baptiste Santamaria      |

### Rose delle stagioni precedenti
- 2006-2007
- 2010-2011
- 2012-2013
- 2013-2014